# Ясмін Бельмаді
Ясмі́н Бельмаді́ (фр. Yasmine Belmadi; нар. 26 січня 1976, Обервільє, Сена-Сен-Дені, Франція — пом. 18 липня 2009, Париж, Франція) — французький актор кіно та телебачення алжирського походження.

## Біографія
Ясмін Бельмаді народився 26 січня 1976 року в Обервільє, що в департаменті Сена-Сен-Дені у Франції. До 2000 року жив зі своєю бабусею і сестрою в місті Сен-Дені після чого переїхав до Парижа.
Ясмін Бельмаді почав свою акторську кар'єру в 1997 році роллю молодого гомосексуала в середньометражному фільмі «Відкриті тіла» Себастьєна Ліфшица. Фільми мав схвальні відгуки критиків та отримав у 1998 році дві нагороди: Приз Kodak на Берлінському міжнародному кінофестивалі та Приз Жана Віго за найкращий короткометражний фільм. Серед інших відомих фільмів за участю Бельмаді — «Кримінальні коханці» (1999) Франсуа Озона, «Безумство» (2004) Себастьєна Ліфшица та «Вища школа» (2003) Робера Саліса.
У 2009 році Ясмін Бельмаді зіграв головну роль у стрічці Нассіма Амауша «Прощавай, Гарі», яка отримала Гран-прі Тижня критиків на 62-му Каннському міжнародному кінофестивалі 2009 року. «Прощавай, Гарі» вийшов на екрани Франції 22 липня 2009 року, через чотири дні після смерті Бельмаді. Останню роль Бельмаді зіграв у серіалі телеканалу Canal+ «Нічний Пігаль», закінчивши зйомки 17 липня 2009 року за день до своєї смерті.

## Смерть
18 липня 2009 року Ясмін Бельмаді повертався додому на скутері після зйомок у серіалі «Нічний Пігаль». О 6-й годні ранку актор, викидаючи сигарету, не впорався з кермуванням і зіткнувся з ліхтарним стовпом на перетині Пон-де-Сюллі та бульвару Генріха IV в Парижі. Бельмаді було доправлено до Госпіталю Пітьє-Сальпетрієр, де він помер від отриманих травм у віці 33-ти років.

## Фільмографія
| Рік       |    | Українська назва                                        | Оригінальна назва                                                | Роль                 |
| --------- | -- | ------------------------------------------------------- | ---------------------------------------------------------------- | -------------------- |
| 1997—2009 | с  | Кримінальна поліція                                     | P.J.                                                             | Селім                |
| 1998      | ф  | Відкриті тіла                                           | Les corps ouverts                                                | Ремі                 |
| 1999      | ф  | Пасажири                                                | Les passagers                                                    | Літані               |
| 1999      | ф  | Кримінальні коханці                                     | Les amants criminels                                             | Карім                |
| 1999      | тф | Холодні землі                                           | Les terres froides                                               | Джамель              |
| 1999      | ф  | Значний безлад                                          | Un dérangement considérable                                      | Джамель              |
| 2001      | ф  | Люди в купальних костюмах не обов'язково усі легковажні | Les gens en maillot de bain ne sont pas (forcément) superficiels | Рафік                |
| 2002—2003 | с  | Самі                                                    | Sami                                                             | Мехді                |
| 2002      | тф | Самі, пішак                                             | Sami, le pion                                                    | Мехді                |
| 2003      | ф  | Ох уже ці доньки!                                       | Filles uniques                                                   | молодий араб         |
| 2003      | ф  | Хто убив Бембі?                                         | Qui a tué Bambi?                                                 | Самі                 |
| 2003      | ф  | Вища школа                                              | Grande école                                                     | Ouvrier flash-back 1 |
| 2004      | кф | Іншим боком                                             | De l'autre côté                                                  |                      |
| 2004      | ф  | Безумство                                               | Wild Side                                                        | Джамель              |
| 2005      | кф | Уранці                                                  | Au petit matin                                                   | Ямін                 |
| 2006      | ф  | Французький прапор з арабським відтінком                | Beur blanc rouge                                                 | Брагім               |
| 2007      | с  | Община                                                  | La commune                                                       | Фейсал Наджар        |
| 2008      | ф  | Винна                                                   | Coupable                                                         | Мерсьє               |
| 2009      | ф  | Прощавай, Гарі                                          | Adieu Gary                                                       | Самір                |
| 2009      | с  | Нічний Пігаль                                           | Pigalle, la nuit                                                 | Джаміль              |